# Drift & Die
«Drift & Die» es el tercer sencillo de la banda estadounidense de metal alternativo Puddle of Mudd en su primer álbum Come Clean. La canción apareció previamente en Stuck, lanzado como un solo local. Aunque menos popular que el de "Blurry", "She Hates Me", "Drift & Die" sigue recibiendo cobertura radiofónica regular en estaciones de radio de rock hoy en día, además de ser de la banda sexto single más vendido en los Estados Unidos. La canción pasó seis semanas en el número uno en el Billboard Hot Mainstream Rock Tracks gráfico durante el verano de 2002.

## Sencillo
US/Europe Promo
| N.º | Título                                                       | Duración |  |
| 1.  | «Drift & Die (Álbum Versión)» (Jimmy Allen, Wesley Scantlin) | 4:24     |  |

UK & Europe Promo
| N.º | Título                        | Duración |  |
| 1.  | «Drift & Die (Radio Edit)»    | 4:04     |  |
| 2.  | «Drift & Die (Álbum Versión)» | 4:24     |  |

## Posiciones
| Lista (2002)                              | Posición |
| ----------------------------------------- | -------- |
| U.S. Billboard Hot 100                    | 61       |
| U.S. Billboard Hot Mainstream Rock Tracks | 1        |
| U.S. Billboard Hot Modern Rock Tracks     | 3        |